# ワリノー
ワリノーは、かつて農林中央金庫が発行していた割引金融債。正式名称は「割引農林債券」であった。

## 概要
1950年、「割引農林債券」として発行開始。
農林債券として、リツノー・リツノーワイドとともに、農林中央金庫法60条、62条の2を根拠規定として発行されていたが、2006年3月27日（後半債発売）をもって発行を終了した。